# Торрев'єха
Торрев'єха (ісп. Torrevieja) — місто та муніципалітет в Іспанії, яке розташоване на узбережжі Коста Бланка в провінції Аліканте (провінція). Відстань від столиці провінції близько 50 км.
Назва міста (ісп. Torre Vieja) перекладається як стара фортеця або стара башта, і справді поселення на території міста були вже за римських часів. У місті можна знайти старий римський причал та маяк XIV століття, та ще багато пам'яток римської та середньовічної доби.
Сучасна історія міста починається у середині 80-х років XX століття, коли у місто хлинув потік інвестицій і почався туристичний бум. До цього Торрев'єха — маленьке рибальське селище, потроху стало перетворюватися у велике місто з курортною інфраструктурою.
Сьогодні Торрев'єха — це міжнародний курорт у самому серці знаменитих пляжів на узбережжі Коста Бланки, велике місто з населенням понад 100 000 осіб, та одне з найдинамічніших міст в Іспанії. Цікавою особливістю міста є те, що близько 50% мешканців Торрев'єхи не є іспанцями, це мігранти зі 120 країн світу.

## Історія
До 1802 року місто складалось з древньої сторожової вежі та будинків чорноробів. У 1803 році король Іспанії Карл IV дав дозвіл на переміщення офісу солевидобувної компанії з Ла-Мати (сусіднє поселення, розташоване 5 км від міста) до Торев'єхи, а також на будівництво житла для працівників.
У 1829 році місто було повністю знищено потужними землетрусами, проте через короткий проміжок часу солевидобувні басейни почали знову функціонувати. У 1931 році король Альфонс XIII нагородив Торрев'єху спеціальним грантом. У цей період спостерігається значне зростання вирощування льону, конопель та бавовни.
У 19 столітті сіль транспортувалася з міста в переважній більшості шведськими та голландськими суднами, в той час як в самій Іспанії спостерігалась її значна нестача, особливо в таких провінціях як Галісія і, меншою мірою, Валенсії. Незважаючи на це, на початку 20 ст. чверть усієї солі, що була заготовлена в лагунах Торрев'єхи була продана в Іспанії, а решта експортована закордон.
Сьогодні солевидобувна промисловість, як і раніше, є важливою галуззю  міста. Вона забезпечує багатьох людей робочими місцями. Ви можете відвідати тут музей моря і солі. 

## Сьогодення
В останні роки спостерігається значне збільшення місцевої економіки завдяки туристичній галузі. Зокрема, завдяки великому контингенту  британських, німецьких, ірландських та скандинавських туристів, більшість з яких проживає тут впродовж цілого року, а також значної кількості іспанців, які мають житло в місті і використовують його як місце для літнього відпочинку.
До 2004 року в Торрев'єсі проживало найбільше британців, в порівнянні з іншими іспанськими муніципалітетами (близько 7180 осіб). Це призвело до того, що місцеві жителі почали називати місто "Коста дель Йоркшир".

## Українська складова
Згідно з переписом 2005 року, у Торрев'єсі дуже велика діаспора українців, близько 2,500 чоловік. Українці займають сьоме місце серед населення міста за кількістю, після іспанців, англійців, німців, шведів, росіян та колумбійців.
В кінці листопада 2013 року у містечку з'явилася вулиця України — її з нагоди вшанування 80-х роковин Голодомору відкрив місцевий мер разом з українським консулом.
В місті знаходиться українська асоціація.

Після початку війни у 2022 році до міста переїхало ще кілька тисяч українців. Також зросла частка поляків.

## Російська складова
В Торрев'єсі знаходиться вілла Путіна, а також особняки кількох його подільників. Багаторазові появи Путіна в Торрев'єсі були зафіксовані ще в часи, коли був помічником мера Санкт-Петербургу Собчака, а потім директором ФСБ Росії.

## Фотографії

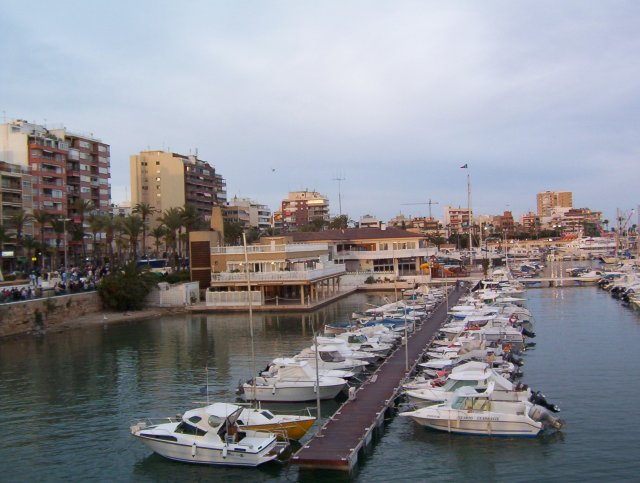
Стоянка для яхт
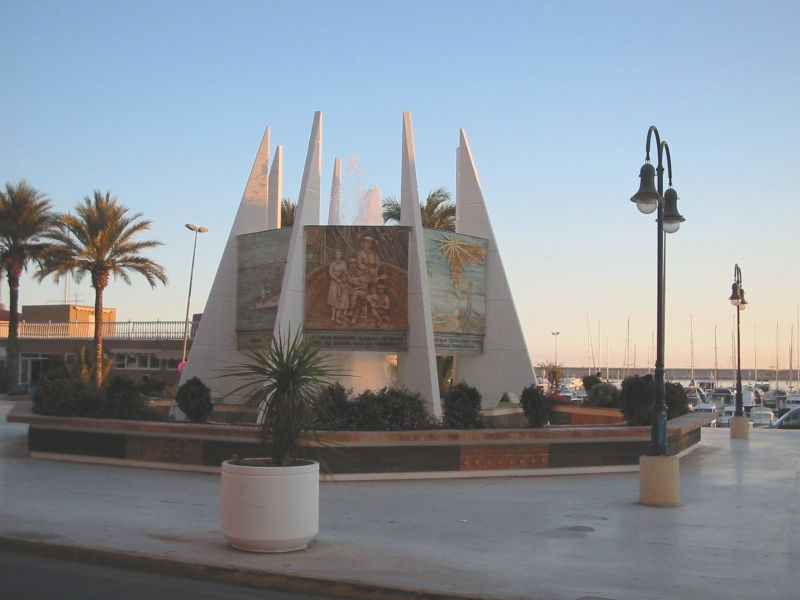
Фонтан біля яхт-клубу
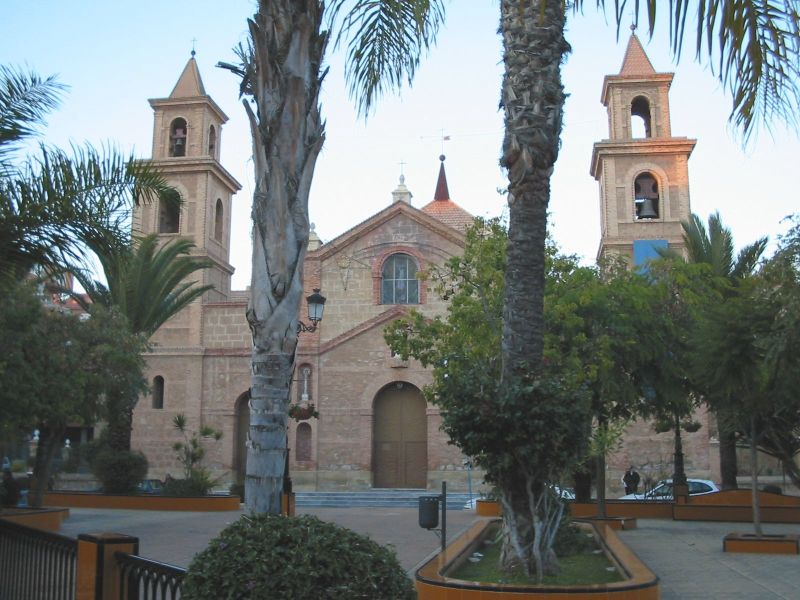
Церква на площі конституції
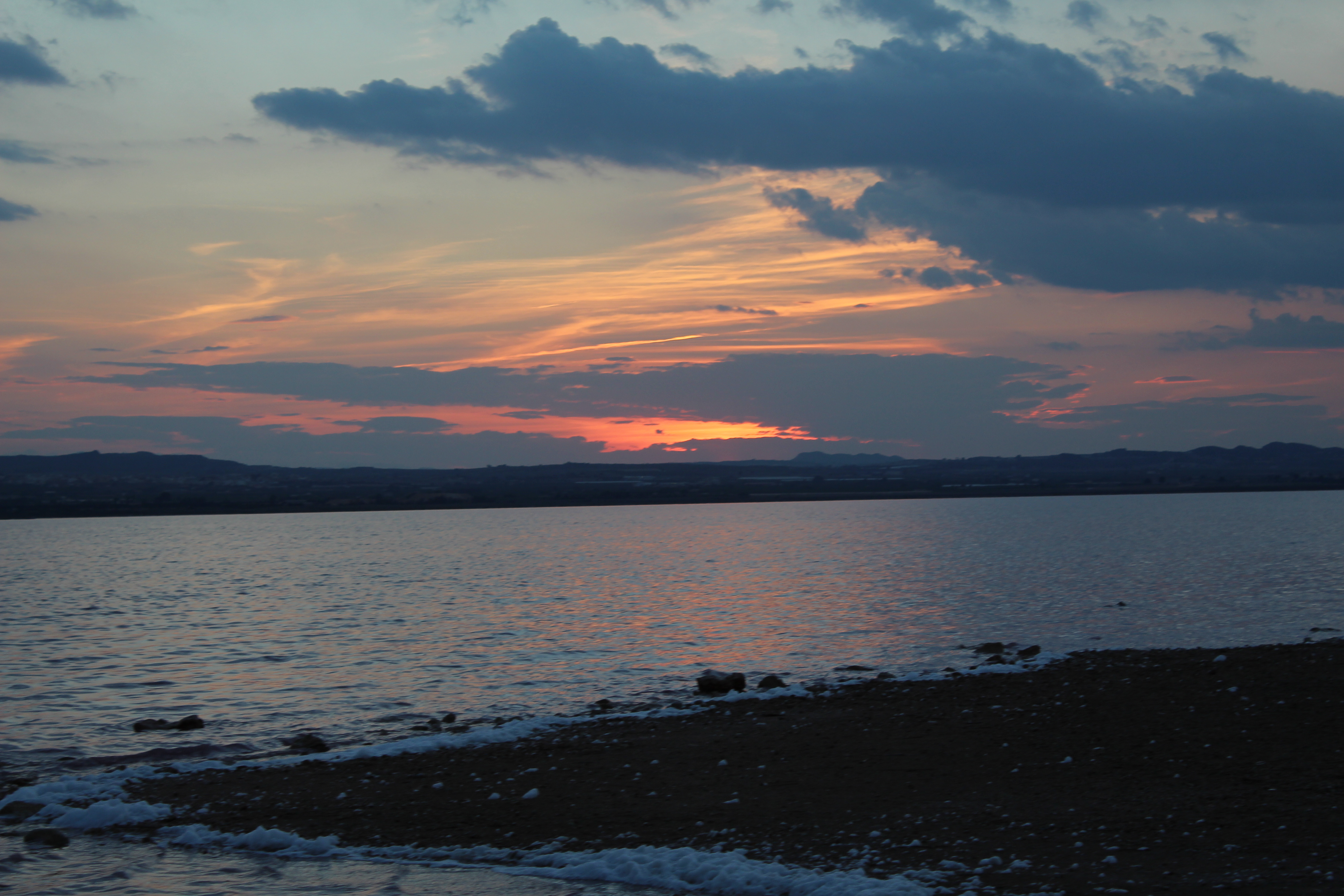
Захід сонця на озері Салінас
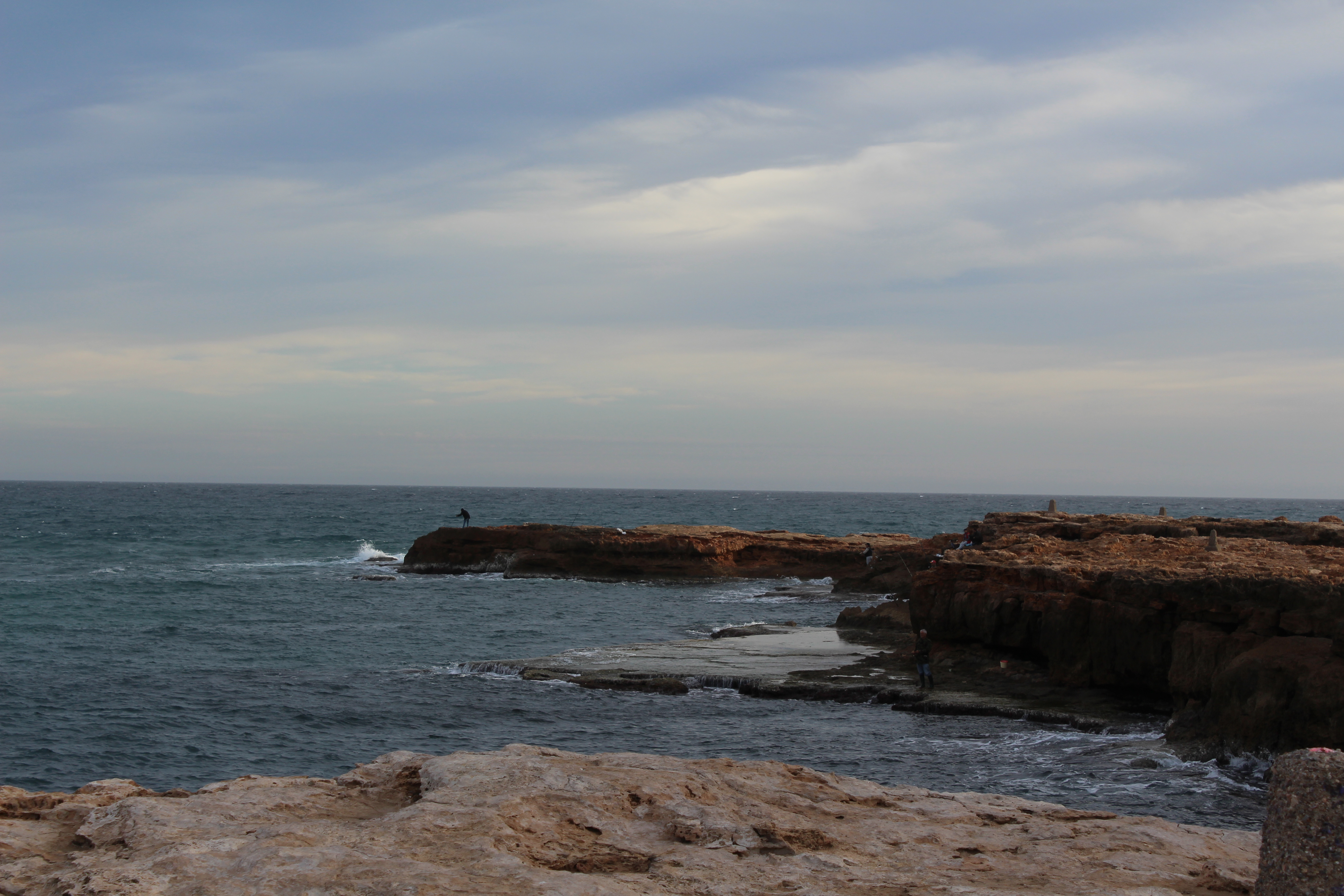
Узбережжя Торрев'єхи
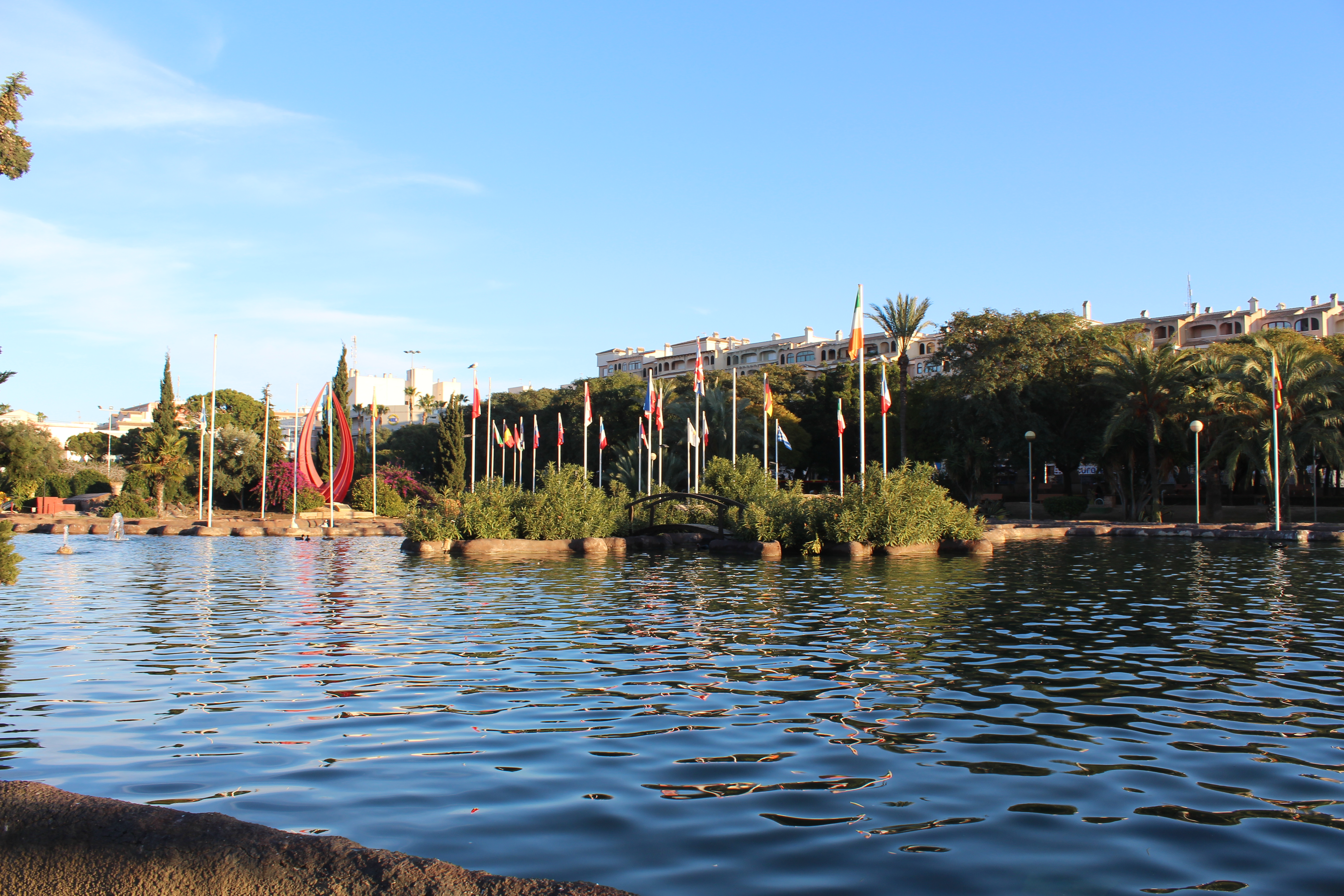
Міський національний парк
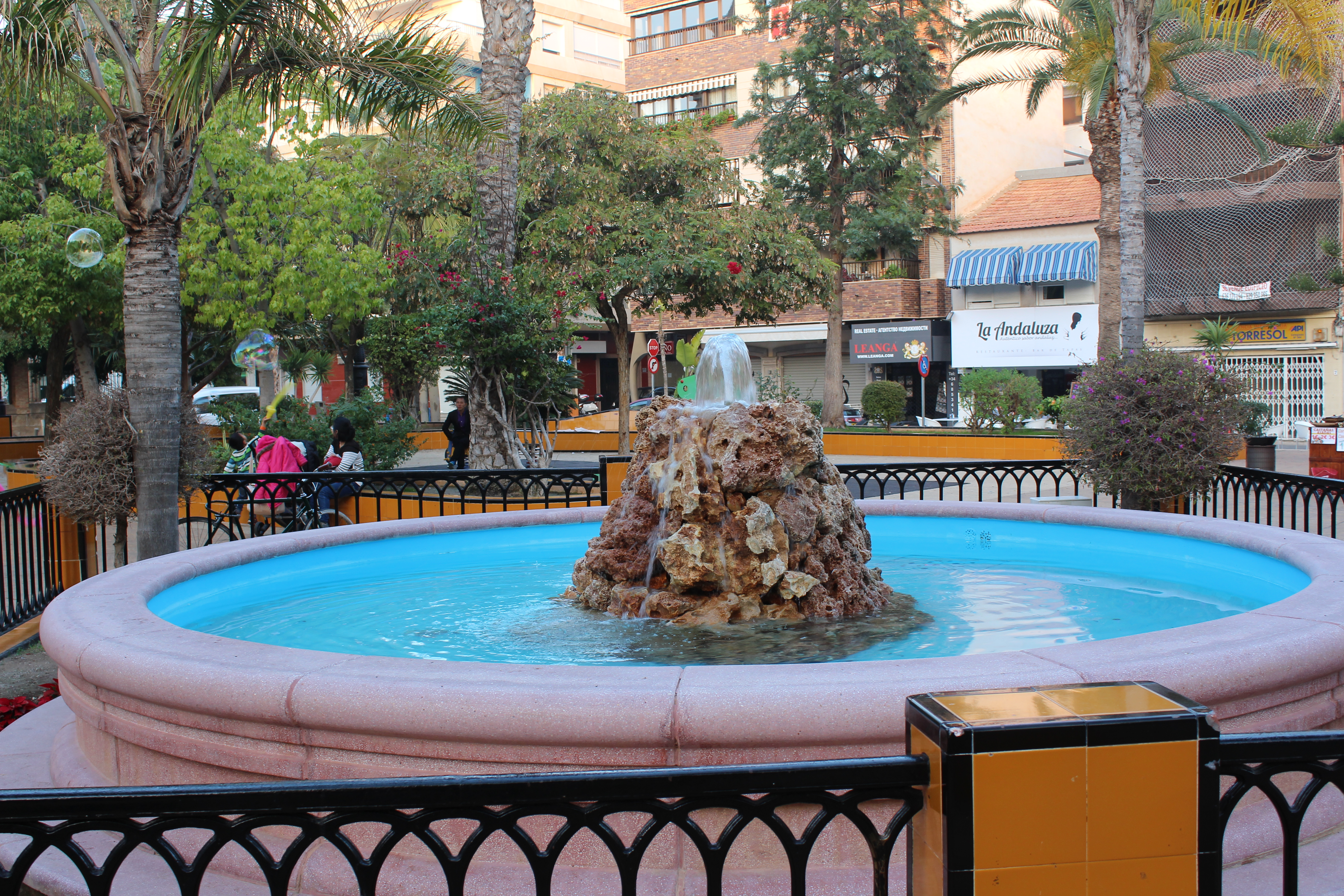
Фонтан на центральній площі міста
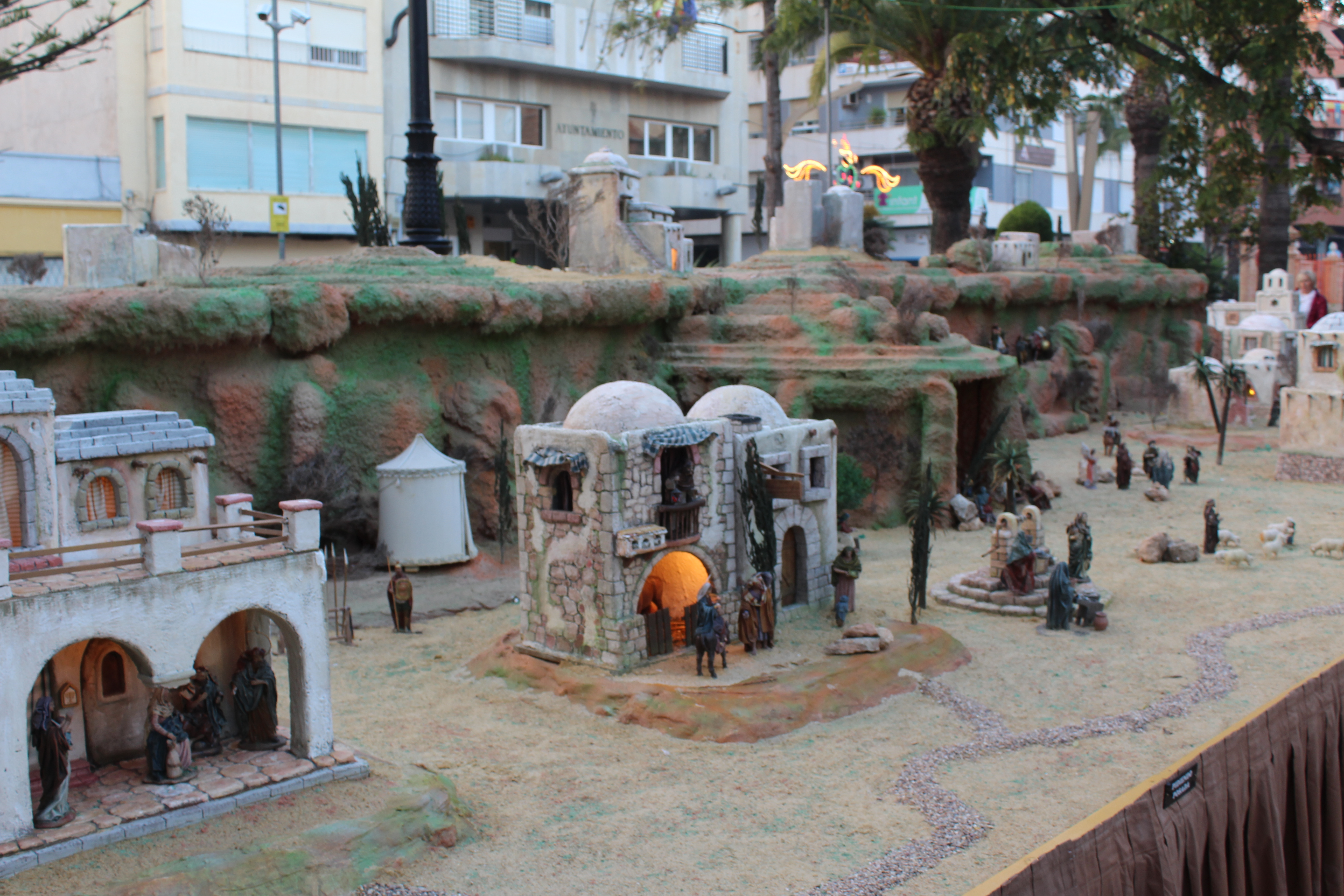
Експозиція на центральній площі міста до Різдва Христового